# Масакијо Маезоно
Масакијо Маезоно (јап. 前園 真聖; 9. октобар 1973) бивши је јапански фудбалер.

## Каријера
Током каријере је играо за Јокохама Флугелси, Токио Верди, Шонан Белмаре и многе друге клубове.

## Репрезентација
За репрезентацију Јапана дебитовао је 1994. године. За тај тим је одиграо 19 утакмица и постигао 4 гола.

## Статистика
| Јапан  | Јапан   | Јапан  |
| Година | Наступи | Голови |
| ------ | ------- | ------ |
| 1994.  | 6       | 0      |
| 1995.  | 4       | 0      |
| 1996.  | 7       | 4      |
| 1997.  | 2       | 0      |
| Укупно | 19      | 4      |